# 諸葛竦
諸葛 竦（しょかつ しょう、? - 253年）は、中国三国時代の呉の政治家・武将。徐州琅邪郡陽都県の人。祖父は諸葛瑾。父は諸葛恪。兄は諸葛綽。弟は諸葛建。妻は滕氏。岳父（妻の父）は滕胤。

## 生涯
諸葛恪の次男にあたる。諸葛竦は長水校尉であった。
建興2年（253年）、諸葛恪が謀殺されたと聞くと、諸葛竦は弟の諸葛建とともに母親を車に載せて逃亡した。孫峻は、騎督の劉承をやって彼らを追いかけさせて、白都において諸葛竦を斬ったという。
もともと諸葛竦は、幾度か諸葛恪を諌めていたが、諸葛恪が諌めに従わないので、やがて禍いを被ることになるのではないかとつねづね危惧を懐いていたが、それが現実のものとなったという。